# آنا آقاجانیان
آنا روبرتی آقاجانیان (Աննա Ռոբերտի Աղաջանյան؛ زادهٔ ۱۲ مهٔ ۱۹۷۰) یک دیپلمات اهل ارمنستان است که از تاریخ اوت ۲۰۲۰ سمت فوق‌العاده و تام‌الاختیار ارمنستان در پادشاهی بلژیک و ریاست نماینده ارمنستان در اتحادیه اروپا را برعهده دارد. پیش تر آقاجانیان از تاریخ ۲۰۱۳ تا تاریخ ۲۰۱۸ سمت سفارت ارمنستان در کشورهای اندونزی و مالزی را برعهده داشت.

## زندگی‌نامه
در ۱۲ مه ۱۹۷۰ در ایروان به دنیا آمد و از دانشگاه دولتی ایروان و دانشگاه آکسفورد فارغ‌التحصیل شد.  وی به زبان‌های ارمنی، روسی، انگلیسی، فرانسوی و آلمانی تسلط دارد.